# Verbundhypothese
Verbundhypothese (englisch joint hypothesis) ist ein in der ökonomischen Literatur zur Bestimmung der Effizienz des  Kapitalmarkts etablierter Begriff.
Er beschreibt folgende Situation: Wenn alle verfügbaren Informationen in die Kurse bzw. in das Handelssystem eingespeist worden sind, lässt sich mit bestimmten Annahmen (Hypothese 1) in einem effizienten Markt keine dauerhafte Überrendite erzielen. Erzielt man dennoch eine solche Überrendite, muss das jedoch nicht heißen, dass der Markt ineffizient ist. Vielmehr kann dies auch das Ergebnis eines vom Investor eingegangenen höheren Risikos sein. Um dieses Risiko zu berechnen und die Effizienz des Marktes zu bestätigen, benötigt man nun wiederum ein Modell (Hypothese 2). Üblicherweise geschieht dies unter Annahme eines Asset-Pricing-Modells wie dem Capital Asset Pricing Model (CAPM) oder der Arbitrage Pricing Theory (APT). Bei einer Falsifizierung der Hypothese der Markteffizienz ist nun die Frage zu berücksichtigen, ob das negative Resultat auch durch das Testmodell verursacht worden sein kann.
Das Verbundhypothesen-Problem (engl.: joint hypothesis problem) beschreibt die Tatsache, dass es problematisch bis unmöglich ist, die Markteffizienz eines Marktes zu testen. Es ist nicht möglich, die Überrendite zu bestimmen, ohne gleichzeitig die zu erwartenden Gewinne mit Hilfe eines Asset-Pricing-Modells zu bestimmen. Gründe für Unregelmäßigkeiten können deshalb sowohl Marktineffizienzen, falsche Asset-Pricing-Modelle oder beides sein.
Kernaussage des Verbundhypothesen-Problem ist, dass die Markteffizienz per se nicht getestet werden kann.